# Bythopsyrna raapi
Bythopsyrna raapi är en insektsart som beskrevs av Schmidt 1912. Bythopsyrna raapi ingår i släktet Bythopsyrna och familjen Flatidae. Inga underarter finns listade i Catalogue of Life.